# Harideo Joshi

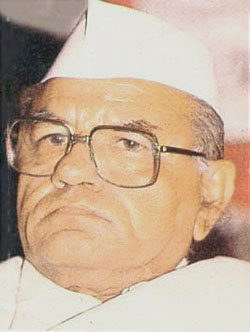
Haridev Joshi (undatiert)

Harideo (Haridev) Joshi (Hindi: हरिदेव जोशी, Haridev Jośī; * 17. Dezember 1921 in Banswara, Rajasthan; † 28. März 1995 in Mumbai, Maharashtra) war ein indischer Politiker des Indischen Nationalkongress, dreimaliger Chief Minister von Rajasthan sowie Gouverneur der Bundesstaaten Assam, Meghalaya und Westbengalen.

## Leben
Joshi begann seine politische Laufbahn 1957, als er als Kandidat des Wahlkreises Ghatol erstmals zum Abgeordneten der Rajasthan Legislative Assembly gewählt wurde, ehe er ab 1967 als Kandidat für den Wahlkreis Banswara bis zu seinem Tode 1995 sieben Mal in das Parlament des Bundesstaates wiedergewählt wurde und 1985 ein Rekordergebnis von 82,65 Prozent der Wählerstimmen erzielte.
Nach dem Rücktritt des langjährigen Chief Ministers Mohan Lal Sukhadia 1971, in dessen Regierung Joshi 1968 unter anderem Minister für Bergbau und Industrie war, und der zweijährigen Übergangsamtszeit von Barkatullah Khan stieg er zum Führer des Indischen Nationalkongress in Rajasthan auf und wurde zugleich am 23. Oktober 1973 erstmals Chief Minister von Rajasthan. Dieses Amt übte er bis zum 29. April 1977 aus, als er bei den Parlamentswahlen dem Kandidaten der Janata Party, Bhairon Singh Shekhawat, unterlag. In diese Amtszeit fiel 1975 der nationale Notstand aufgrund der politische Unruhen in Sikkim.
Am 10. März 1985 wurde er zum zweiten Mal Chief Minister und behielt dieses bis zu seinem Rücktritt im Januar 1988 bis zum 19. März 1988. Nachfolger wurde Shiv Charan Mathur.
Vom 10. Mai bis zum 21. Juli 1989 wurde er zum Gouverneur von Assam und von Meghalaya ernannt. Danach war er vom 21. Juli bis zum 14. August 1989 auch Gouverneur des Bundesstaates Westbengalen. Schließlich war er vom 4. Dezember 1989 bis zum 4. März 1990 erneut für eine kurze Amtszeit Chiefminister von Rajasthan.
Als Chief Minister erwarb er sich den Ruf eines Pragmatikers, der als Geheimnis seines Erfolges das 2-W-Prinzip angab: „Was muss getan werden“ und „Wer kann es erledigen“.